# Sulphur Springs (comté de Jefferson, Arkansas)
Pour les articles homonymes, voir Sulphur Springs (homonymie).
Sulphur Springs est une census-designated place du comté de Jefferson, dans l’État américain de l'Arkansas.